# Паркстон (Південна Дакота)
Паркстон (англ. Parkston) — місто (англ. city) в США, в окрузі Гатчинсон штату Південна Дакота. Населення — 1567 осіб (2020).

## Географія
Паркстон розташований за координатами 43°23′36″ пн. ш. 97°59′12″ зх. д. / 43.39333° пн. ш. 97.98667° зх. д. (43.393370, -97.986550).  За даними Бюро перепису населення США в 2010 році місто мало площу 2,36 км², уся площа — суходіл. В 2017 році площа становила 3,37 км², уся площа — суходіл.

## Демографія
Згідно з переписом 2010 року, у місті мешкало 1508 осіб у 663 домогосподарствах у складі 404 родин. Густота населення становила 639 осіб/км².  Було 737 помешкань (312/км²).
Расовий склад населення:
| - 97,1 % — білих - 1,7 % — корінних американців - 0,2 % — чорних або афроамериканців - 0,1 % — азіатів |

До двох чи більше рас належало 0,9 %. Частка іспаномовних становила 0,5 % від усіх жителів.
За віковим діапазоном населення розподілялося таким чином: 22,8 % — особи молодші 18 років, 49,2 % — особи у віці 18—64 років, 28,0 % — особи у віці 65 років та старші. Медіана віку мешканця становила 47,6 року. На 100 осіб жіночої статі у місті припадало 88,0 чоловіків;  на 100 жінок у віці від 18 років та старших — 87,7 чоловіків також старших 18 років.
Середній дохід на одне домашнє господарство  становив 51 244 долари США (медіана — 39 609), а середній дохід на одну сім'ю — 61 159 доларів (медіана — 50 833). Медіана доходів становила 40 333 долари для чоловіків та 26 146 доларів для жінок. За межею бідності перебувало 9,1 % осіб, у тому числі 10,1 % дітей у віці до 18 років та 9,2 % осіб у віці 65 років та старших.
Цивільне працевлаштоване населення становило 847 осіб. Основні галузі зайнятості: освіта, охорона здоров'я та соціальна допомога — 30,9 %, мистецтво, розваги та відпочинок — 10,6 %, роздрібна торгівля — 8,7 %, виробництво — 8,0 %.